# Werner Grosskopf
Werner Grosskopf (* 7. Januar 1941 in Aachen) ist ein deutscher Ökonom und Agrarwissenschaftler. Von 1996 bis 2006 war er Professor am Lehrstuhl für Agrarpolitik im Institut für Agrarpolitik und landwirtschaftliche Marktlehre der Universität Hohenheim.

## Leben und Wirken
Im Anschluss an sein Abitur in Göttingen 1961 studierte Grosskopf Wirtschaftswissenschaften an den Universitäten Göttingen und Saarbrücken. Nach dem Examen zum Diplomkaufmann wurde er wissenschaftlicher Mitarbeiter am Institut für Agrarökonomie der Universität Göttingen mit Promotion zum Dr. agr. 1970. Es folgten Forschungsaufenthalte an der University of California in den USA und Positionen an verschiedenen deutschen Universitäten, bevor er 1982 den Ruf als Professur an die Universität Hohenheim annahm.
Grosskopf leitete die Forschungsstelle für Genossenschaftswesen an der Universität Hohenheim und setzte sich für die Evaluierung von EU-Förderprogrammen ein. Er war ein begehrter Redner auf genossenschaftlichen Fachtagungen zum Thema Kooperationstheorie und Wirkungsanalyse von Genossenschaftsprojekten. Seine internationale Vernetzung insbesondere mit China und Japan war herausragend.
Innerhalb der Universität Hohenheim war Grosskopf Senatsmitglied, Dekan und Mitglied der Strukturkommission.

## Mitgliedschaften
- Gesellschaft für Wirtschafts- und Sozialwissenschaften des Landbaus

## Publikationen (Auswahl)
- EG-Zuckermarktpolitik. Die Zuckermarktpolitik der Europäischen Gemeinschaft - Nutzen-Kosten-Kalkulationen alternativer Marktordnungen unter Beachtung erwarteter Entwicklungen des Weltmarktes. Münster-Hiltrup 1979
- Zusammenhang zwischen agrarpolitischen Maßnahmen und Beschäftigungsniveau in der BRD. Frankfurt 1985
- Strukturfragen der deutschen Genossenschaften. Teil I. Frankfurt/Main 1990
- Agrarstrukturen und Nachhaltigkeit – Agrarpolitik für eine "nachhaltige" Landwirtschaft. Berlin, Heidelberg 1996
- Die Wohnungspolitik in der Bundesrepublik Deutschland. Wiesbaden 2001
- Unsere Genossenschaft: Idee - Auftrag - Leistungen, 3. überarbeitete und erweiterte Auflage, Deutscher Genossenschafts-Verlag Wiesbaden 2017 DNB 1139382845